# Алдерс, Джералд
Джералд Алдерс (нидерл. Gerald Alders; род. 7 мая 2005, Амстердам) — нидерландский футболист, защитник амстердамского «Аякса», выступающий в Эрстедивизи за «Йонг Аякс».

## Клубная карьера
Алдерс начинал заниматься футболом в клубе «Спортинг Мартинюс» из Амстелвена, а в 2014 году перешёл в академию амстердамского «Аякса». 28 июля 2023 года подписал свой первый профессиональный контракт с клубом до середины 2026 года. 25 августа 2023 года дебютировал в Эрстедивизи за «Йонг Аякс», выйдя на замену на 60-й минуте гостевого матча против «Камбюра». В дебютном сезоне сыграл 16 матчей в чемпионате, в основном выходя на замену.
В январе 2025 года был переведён в основной состав «Аякса» и включён в заявку команды на матч Лиги Европы УЕФА против латвийского РФС, но на поле не появился.
4 февраля 2025 года перешёл на правах аренды в «Твенте» до конца сезона, а через несколько дней «Аякс» объявил о продлении его контракта до середины 2028 года. В конце февраля выбыл на несколько месяцев из-за травмы, после которой ему потребовалась операция на внешнем мениске левого колена. 4 мая дебютировал за «Твенте» в гостевом матче Эредивизи против роттердамской «Спарты», выйдя на замену вместо Баса Кёйперса на 79-й минуте.

## Карьера в сборной
Выступал за сборные Нидерландов до 18 и 19 лет.

## Личная жизнь
Отец Алдерса — нидерландец, а мать — намибийка.

## Статистика выступлений
| Клуб             | Сезон            | Лига | Лига | Кубок | Кубок | Европейские кубки | Европейские кубки | Прочие | Прочие | Итого | Итого |
| Клуб             | Сезон            | Игры | Голы | Игры  | Голы  | Игры              | Голы              | Игры   | Голы   | Игры  | Голы  |
| ---------------- | ---------------- | ---- | ---- | ----- | ----- | ----------------- | ----------------- | ------ | ------ | ----- | ----- |
| Йонг Аякс        | 2023/24          | 16   | 0    | —     | —     | —                 | —                 | —      | —      | 16    | 0     |
| Йонг Аякс        | 2024/25          | 23   | 0    | —     | —     | —                 | —                 | —      | —      | 23    | 0     |
| Йонг Аякс        | Итого            | 39   | 0    | —     | —     | —                 | —                 | —      | —      | 39    | 0     |
| Аякс             | 2024/25          | 0    | 0    | 0     | 0     | 0                 | 0                 | —      | —      | 0     | 0     |
| Аякс             | Итого            | 0    | 0    | 0     | 0     | 0                 | 0                 | —      | —      | 0     | 0     |
| → Твенте         | 2024/25          | 2    | 0    | 0     | 0     | 0                 | 0                 | 1      | 0      | 3     | 0     |
| → Твенте         | Итого            | 2    | 0    | 0     | 0     | 0                 | 0                 | 1      | 0      | 3     | 0     |
| Всего за карьеру | Всего за карьеру | 41   | 0    | 0     | 0     | 0                 | 0                 | 1      | 0      | 42    | 0     |